# Minthopsis vittata
Minthopsis vittata là một loài ruồi trong họ Tachinidae.